# 名古屋少年匕首殺害事件
名古屋少年匕首殺害事件（なごやしょうねんあいくちさつがいじけん）とは、1945年（昭和20年）8月30日に愛知県名古屋市北区で発生した恐喝・殺人・殺人未遂事件。
犯人2人が逮捕・起訴されたが、うち殺人罪などに問われた男X（在日韓国人：2001年時点で76歳）は起訴後に名古屋拘置所から脱獄。旧刑事訴訟法（公判が開かれないと公訴時効が停止しない）の規定により、名古屋地裁は14年以内に1回ずつ、被告人Xの公判期日を指定し続けていたが、Xは逃走後、韓国へ密出国。名古屋地裁は事件発生から56年後の2001年（平成13年）、「今後、Xが日本に再入国する可能性は低い」と判断し、Xを免訴する判決を言い渡した。

## 事件の概要
予審請求書によれば、韓国人の男X（2001年時点で76歳・朝鮮半島出身）は、男1人 (Y) と共謀し、他人を脅迫して金品を脅し取ることを企て、1945年8月30日21時過ぎごろに名古屋市北区杉栄町四丁目付近の路上で、少年3人を呼び止め、同区生駒町七丁目に連行した。この時、XとYはそれぞれ被害者のうち2人（AおよびB）を脅し、現金計115円を奪った。しかし、Aたちは恐喝されたことに憤慨し、AがX・Yに拳で殴りかかったため、入り乱れて組み討ちになり、Xは匕首で少年C（当時18歳）を斬り殺したほか、少年B（当時16歳）にも右腕を切る全治2週間の怪我を負わせた。

## その後の顛末
加害者Xはその後、恐喝罪および（被害者Bへの）殺人未遂罪・（被害者Cへの）殺人罪で逮捕され、名古屋地方裁判所検事局（現：名古屋地方検察庁）により、同年9月20日に名古屋地裁へ予審請求（起訴）された。しかし、同月27日に勾留先の名古屋拘置所から脱獄し、行方をくらましたため、同年11月16日にXに対する予審手続は中止された。なお、共犯者Yは恐喝罪に問われ、1946年（昭和21年）1月28日に判決を言い渡されている。
戦後制定された刑事訴訟法では、起訴によって公訴時効が停止される一方、それ以前の旧刑事訴訟法第284条では、「（公訴）時効は犯罪行為の終わったときから進行する」と規定されている一方、第285条で「時効は公訴の提起、公判若しくは予審の処分などにより中断する」と規定されているが、第286条では「時効は中断の事由の終了した時よりさらに進行する」と規定されている。一方、日本国憲法の施行に伴う刑事訴訟法の応急的措置に関する法律［1947年（昭和22年）5月3日施行］によって、旧刑事訴訟法で規定されていた予審制度は廃止され、本事件は起訴後の合議事件として扱われることとなり、予審手続中止の効力は失われた。
その後、名古屋地裁は時効を中断させるため、14年以内に1回ずつ公判期日を指定し続けてきた。公判期日指定は、1957年（昭和32年）5月11日を始めとして、1986年（昭和61年）7月3日まで計7回にわたって行われた。なお、共犯者Yが起訴された恐喝罪については、予審手続の効力が失われた後、Xに対する第1回目の公判期日指定がされるまでの間、同法で規定された公訴時効の中断・停止事由がないまま、時効期間（7年）が経過したことにより、公訴時効が成立した。

### 免訴判決
その後、事件から56年目となる2001年（平成13年）より数年前になって、被告人Xは韓国へ密出国していたことが判明。これを受け、名古屋地裁が名古屋地方検察庁と協議したところ、事件から56年が経過し、Xが日本に再入国する可能性も低いことなどから、名古屋地検は公判維持を断念。名古屋地裁も新たに公判期日を指定しないことを決めたため、殺人罪および殺人未遂罪については、前回期日から15年目となる2001年7月3日をもって公訴時効（15年）が成立した。
旧刑事訴訟法第363条では、「確定判決を経た時」「犯罪後の法令により、刑が廃止された時」「大赦がなされた時」「時効が完成した時」に、免訴の判決を言い渡すことが規定されている。このため、名古屋地裁刑事第4部（片山俊雄裁判長）は、2001年8月14日に被告人を免訴する判決を言い渡した。

## 類似事例
同じく旧刑事訴訟法適用事件で、被告人が逃亡して所在不明になり、長期間にわたり審理ができない状態が続いたため、公訴時効の完成を理由に免訴判決が言い渡された事例として、大阪地裁［1980年（昭和55年）12月24日］・大阪地裁［1981年（昭和56年）7月14日］・東京地裁［1998年（平成10年）1月30日］などがある。